# الحلابة (ردمان)

تعديل مصدري - تعديل

الحلابة هي إحدى قرى عزلة المريه بني مر بمديرية ردمان التابعة لمحافظة البيضاء، بلغ تعداد سكانها 81 نسمة حسب تعداد اليمن لعام 2004.